# Опус деи
Опус деи, званично Прелатура Светог крста и Опус деи (лат. Prelatura Sanctae Crucis et Operis Dei) је организација Католичке цркве која учи да је свако позван на светост и да је „обични“ живот само пут ка светости. Опус деи у преводу значи „Божје дело“, те се због тога организација међу члановима и симпатизерима често назива и „дело“.
Организација је основана у Шпанији 1928. Основао ју је католички свештеник Хосемарија Ескрива, а добила је коначно одобрење 1950. од стране папе Пија XII. Године 1982, по одлуци папе Јована Павла II проглашена је његовом личном прелатуром, и од тада се чланови организације налазе у надлежности његових епископа а не географских епархија у којима живе.
Организација је 2009. имала око 90.000 чланова из преко 90 земаља, међу којима је било око 2.000 свештеника.